# Sektion Neustadt/Weinstraße des Deutschen Alpenvereins
Die Sektion Neustadt/Weinstraße des Deutschen Alpenvereins e. V. (kurz Sektion Neustadt/Weinstraße) ist eine Sektion des Deutschen Alpenvereins in Neustadt an der Weinstraße.

## Geschichte
Am 7. November 1894 folgte die Gründung als Ortsgruppe der Sektion Ludwigshafen, ehe am 5. Januar des Folgejahres die Konstituierung als eigenständige Ortsgruppe stattfand. Sie ist darüber hinaus Mitglied im Sportbund Pfalz.

## Infrastruktur
Die Geschäftsstelle befindet sich in der Fröbelstraße 24 unweit des Walter-Engelmann-Bad. Als Vereinsheim fungiert die Neustadter Hütte, die sich unmittelbar südöstlich des Leibniz-Gymnasium befindet und in der ebenso Sitzungen des Vorstandes stattfinden und von Mitgliedern teilweise für private Veranstaltungen gemietet wird. In Landau in der Pfalz betrieb die Sektion zeitweilig die Kletterhalle Fitz Rocks.